# Marcel Balsa
Marcel Balsa (n. 1 ianuarie 1909, Saint-Frion, Limousin, Franța – d. 11 august 1984, Maisons-Alfort, Île-de-France, Franța) a fost un pilot de Formula 1. De-a lungul carierei a luat startul în 1 cursă, niciuna din pole-position. Nu a câștigat nicio cursă și nu a terminat niciodată pe podium, acumulând 0 puncte în întreaga activitate ca pilot de Formula 1.